# Almayrac
Almayrac (okzitanisch: Lo Mairac) ist eine französische Gemeinde mit 294 Einwohnern (Stand: 1. Januar 2022) im Département Tarn in der Region Okzitanien (vor 2016: Midi-Pyrénées). Almayrac gehört zum Arrondissement Albi und zum Kanton Carmaux-1 Le Ségala (bis 2015: Kanton Pampelonne). Die Einwohner werden Mayracois genannt.

## Geographie
Almayrac liegt etwa 19 Kilometer nördlich von Albi am Céret, der die südliche Gemeindegrenze bildet und hier aufgestaut wird (Lac de la Roucarié). Umgeben wird Almayrac von den Nachbargemeinden Mirandol-Bourgnounac im Norden, Sainte-Gemme im Osten, Carmaux im Süden, Monestiés im Süden und Südwesten sowie Trévien im Westen.

## Bevölkerungsentwicklung
| 1962                      | 1968 | 1975 | 1982 | 1990 | 1999 | 2006 | 2013 |
| ------------------------- | ---- | ---- | ---- | ---- | ---- | ---- | ---- |
| 324                       | 275  | 266  | 269  | 267  | 275  | 282  | 282  |
| Quelle: Cassini und INSEE |      |      |      |      |      |      |      |